# Yangzhong
Yangzhong (vereenvoudigd Chinees: 扬中; traditioneel Chinees: 揚中) is een stad en stadsarrondissement in de Chinese provincie Jiangsu van de Volksrepubliek China. 
Yangzhong is onderdeel van de stadsprefectuur Zhenjiang, die gelegen is aan de zuidelijke, rechteroever van de rivier de Yangtze. De stad Yangzhong zelf, eigenlijk een satellietstad van Zhenjiang, ligt grotendeels op een eiland in de bedding van de Yangtze, ten oosten en stroomafwaarts van het centrum van Zhenjiang. Bij de census van 2010 telde het stadsarrondissement Yangzhong 334.886 inwoners.

## Geschiedenis
Er waren slechts enkele kleinere zandbanken in de rivierbedding ter hoogte van het huidige Yangzhong tijdens de Oostelijke Jin-dynastie. Naarmate de tijd verstreek, werden deze uitgebreider en samengevoegd tot een langwerpige grote zandbank, Xiaozhou genoemd ten tijde van de Tang-dynastie. Het eiland werd ten tijde van de Song-dynastie aangeduid als Xinzhou en vervolgens als Ximinzhou tijdens de Ming-dynastie en Taipingzhou in de Qing-dynastie.
In 1904 besloot het keizerlijke hof een onderprefectuur op te richten, vernoemd naar Taiping. In 1911 werd het gepromoveerd tot een county. Gezien er in die periode een gelijknamige prefectuur was in Anhui, werd om naamsverwarring te voorkomen Taiping omgedoopt tot Yangzhong, de afkorting van "揚子江中" wat refereert naar "de zandbank in het midden van de Yangtze rivier".
In 1938, tijdens de Tweede Chinees-Japanse Oorlog, veroverde het Japanse leger Yangzhong, waarna het werd bestuurd door de pro-Japanse collaborateurs van Japans-China. In 1939 viel het Jiangnan Anti-Japanse Vrijwilligersleger de county aan, waarna de nationalistische regering het controleerde. In 1940 heroverde het Japanse leger Yangzhong. In juli 1945, wierp de Communistische Partij van China de marionetcountyoverheid omver, maar de Nationalistische Overheid van de Republiek China controleerde de county terug vanaf december. Op 22 april 1949 veroverde het Volksbevrijdingsleger Yangzhong.
In 1994 werd het arrondissement omgevormd tot een stadsarrondissement.